# Lista de filmes com temática LGBT de 1977
Esta é uma lista de filmes que contém personagens e/ou temática lésbica, gay, bissexual, ou transgênera lançados em 1977.
| Título                                    | Diretor | País                               | Gênero                              | Elenco | Anotações |
| ----------------------------------------- | --- | ---------------------------------- | ----------------------------------- | --- | --- |
| Alexander: The Other Side of Dawn         | John Erman | EUA                                | Drama                               | Leigh McCloskey, Eve Plumb, Juliet Mills, Jean Hagen, Lonny Chapman, Earl Holliman                               | Filme feito para televisão; uma continuação de Dawn: Portrait of a Teenage Runaway                                                                    |
| Al di là del bene e del male              | Liliana Cavani                                                                                                 | Itália, França, Alemanha Ocidental | Drama                               | Dominique Sanda, Erland Josephson, Robert Powell, Virna Lisi, Elisa Cegani, Umberto Orsini                       | trad. Além do Bem e do Mal. Baseado na vida de Friedrich Nietzsche                                                                                    |
| Alucarda, la hija de las tinieblas        | Juan López Moctezuma                                                                                           | México                             | Terror                              | Tina Romero, Claudio Brook, Susana Kamini, David Silva, Lily Garza, Tina French                                  | Baseado no romance Carmilla de Sheridan Le Fanu |
| Are You Being Served?                     | Bob Kellett | Reino Unido                        | Comédia                             | John Inman, Mollie Sugden, Frank Thornton, Trevor Bannister, Wendy Richard, Arthur Brough                        | Continuação da série homônima |
| A un dios desconocido                     | Jaime Chávarri                                                                                                 | Espanha                            | Drama                               | Héctor Alterio, Xabier Elorriaga, Rosa Valenty, Ángela Molina, Margarita Mas, Mercedes Sampietro                 | trad. A Um Deus Desconhecido Um mágico gay de 50 anos de Granada planeja voltar a sua cidade natal                                                    |
| Bilitis                                   | David Hamilton                                                                                                 | França. Itália                     | Drama, Romance, Erótico             | Patti D'Arbanville, Mona Kristensen, Bernard Giraudeau, Gilles Kohler, Mathieu Carrière, Irka Bochenko           | Vagamente baseado na coleção de poemas As Canções de Bilitis, de Pierre Louÿs                                                                         |
| Blasphemy at the Old Bailey               | Hugh David | Reino Unido                        | Documentário                        | John Beardmore, Donald Eccles, Peter France, Terrence Hardiman, Peter Machin                                     | Dramatização do caso Whitehouse v. Lemon de 1976, quando o editor de uma revista gay foi processado por blasfêmia                                     |
| Blue jeans - Du beurre aux Allemands      | Hugues Burin des Roziers                                                                                       | França                             | Drama                               | Gilles Budin, Michel Gibet, Daniel Véry, Thierry Dolon, Jérôme Cadiou, Eric Noël                                 | Um pré-adolescente viaja com sua turma e se apaixona por um garoto mais velho                                                                         |
| Bögjävlar                                 | Gunnar Almér, Nils Gredeby                                                                                     | Suécia                             | Curta, Documentário                 | | Um grupo de gays discute sua identidade e a intimidade entre homens                                                                                   |
| Cinderella                                | Michael Pataki                                                                                                 | EUA                                | Comédia, Erótico                    | Cheryl Smith, Yana Nirvana, Marilyn Corwin, Jennifer Doyle, Sy Richardson, Brett Smiley                          | Uma adaptação erotizada do conto homônimo com um 'fada-madrinha' gay                                                                                  |
| La cité des neuf portes                   | Stéphane Marti                                                                                                 | França                             | Ficção Científica                   | Aloual François, Denis Bernard Faucon, Mariana Gordonova, Gérard Gérard, Tuan La Doll, Nuyen Lee                 | [ 11 ] |
| Cristo                                    | Teo Hernández                                                                                                  | França                             | Drama                               | Gaël Badaud, Armando Galvis, Jeanine Domette, Michel Domette, Michel Nedjar, Teo Hernández                       | [ 12 ] |
| Cruel Passion                             | Chris Boger | Reino Unido                        | Drama                               | Koo Stark, Lydia Lisle, Martin Potter, Katherine Kath, Hope Jackman, Barry McGinn, Maggie Petersen               | Uma jovem é expulsa do orfanato onde vivia e tem que sobreviver no mundo da prostituição, lésbicas, e assassinos                                      |
| Desperate Living                          | John Waters | EUA                                | Comédia, Crime                      | Liz Renay, Mink Stole, Edith Massey, Susan Lowe, Mary Vivian Pearce, Jean Hill                                   | trad. Viver Desesperado Uma rica dona de casa pede ajuda a empregada para matar o marido                                                              |
| Une femme, un jour...                     | Léonard Keigel                                                                                                 | França                             | Drama                               | Caroline Cellier, Mélanie Brévan, Gilles Bony, Jean-Luc Bideau, Henri Garcin, Robert Dadiès                      | Depois da morte do marido uma jovem mãe busca conforto com sua amiga lésbica                                                                          |
| The Getting of Wisdom                     | Bruce Beresford                                                                                                | Austrália                          | Drama                               | Susannah Fowle, Hilary Ryan, Terence Donovan, Patricia Kennedy, Sheila Helpmann, Candy Raymond                   | Baseado no romance homônimo de Henry Handel Richardson. Uma menina pobre é enviada a uma escola privada para moças                                    |
| Una giornata particolare                  | Ettore Scola                                                                                                   | Itália, Canadá                     | Drama                               | Sophia Loren, Marcello Mastroianni, John Vernon, Françoise Berd, Patrizia Basso, Tiziano De Persio               | |
| Gola profonda nera                        | Guido Zurli | Itália                             | Suspense, Erótico                   | Ajita Wilson, Ronald Mardenbro, Patrizia Webley, Agnes Kalpagos, Ivano Staccioli, Attilio Dottesio               | Uma mulher tenta resolver um mistério envolvendo um culto com rituais sexuais bizarros                                                                |
| Homologues ou La soif du mâle             | Jacques Scandelari                                                                                             | França                             | Erótico                             | Gérard Bonhomme, Gianfranco Longhi, Mike Karton, Ivan Leprince, Éric Guadagnan, Jean-Jacques Loupmon             | [ 18 ] |
| A Hymn from Jim                           | Colin Bucksey                                                                                                  | Reino Unido                        | Curta, Musical                      | Shirley Cheriton, Harry H. Corbett, James Grout, Christopher Guard, George Innes, Stella Moray                   | Peça filmada para TV. Um cantor gay mata seu namorado                                                                                                 |
| In the Best Interests of the Children     | Elizabeth Stevens, Cathy Zheutlin, Frances Reid                                                                | EUA                                | Documentário                        | Bernice Augenbraun, B.G., Anita Carey, David Carey, Nancy Carey                                                  | Mães lésbicas tentam conseguir a custódia de seus filhos                                                                                              |
| In the Glitter Palace                     | Robert Butler                                                                                                  | EUA                                | Policial, Suspense                  | Chad Everett, Barbara Hershey, Carole Cook, Howard Duff, Salome Jens, Ron Masak                                  | Também conhecido como A Woman Accused Um advogado é contratado por sua ex-namorada para defender a amante dela                                        |
| Die Konsequenz                            | Wolfgang Petersen                                                                                              | Alemanha Ocidental                 | Drama                               | Jürgen Prochnow, Ernst Hannawald, Walo Lüönd, Edith Volkmann, Erwin Kohlund, Hans Irle                           | trad. A Consequência. Baseado no romance autobiográfico homônimo de Alexander Ziegler                                                                 |
| Lamento                                   | Philippe Vallois                                                                                               | França                             | Romance, Drama                      | Christine Datnowsky, Raúl Gimenez, Marie-Hélène Weill                                                            | [ 23 ] |
| Madame Claude                             | Just Jaeckin                                                                                                   | França                             | Comédia, Drama                      | Françoise Fabian, Dayle Haddon, Murray Head, Klaus Kinski, Vibeke Knudsen                                        | Baseado em uma história real Uma mulher parisiense com um passado sombrio controla uma rede internacional de prostitutas de luxo                      |
| La máscara                                | Ignacio F. Iquino                                                                                              | Espanha                            | Drama, Erótico                      | Patricia Adriani, Rosa Valenty, Eudaldo Escala, Maife Gil, Marcel Ibero, Eva Lyberten                            | [ 25 ] |
| Matinée                                   | Jaime Humberto Hermosillo                                                                                      | México                             | Aventura, Drama, Crime              | Héctor Bonilla, Manuel Ojeda, Rodolfo Chávez Martínez, Armando Martín Martínez, Narciso Busquets, Marilú Elízaga | Dois garotos são raptados por um grupo de assaltantes e começam a participar dos roubos deles                                                         |
| Mavri Afroditi (Μαύρη Αφροδίτη)           | Pavlos Filippou                                                                                                | Grécia                             | Suspense, Erótico                   | Ajita Wilson, Annik Borel, A. T. Savallas, Haris Tryfonas, Anda Vartholomeou, Clay Half                          | Uma mercenária lidera uma operação para recuperar armas roubadas                                                                                      |
| Me siento extraña                         | Enrique Martí Maqueda                                                                                          | Espanha                            | Drama                               | Rocío Dúrcal, Bárbara Rey, Francisco Algora, Ricardo Tundidor, Eva León, Luis Marín                              | trad. Me Sinto Estranha Primeiro filme espanhol de temática lésbica                                                                                   |
| Miracle on Sunset Boulevard               | Marc Huestis                                                                                                   | EUA                                | Curta                               | Silvana Nova | [ 29 ] |
| Outrageous!                               | Richard Benner                                                                                                 | Canadá                             | Comédia                             | Craig Russell, Hollis McLaren, Richert Easley, Allan Moyle, David McIlwraith, Gerry Salsberg                     | Um dos primeiros filmes com temática gay a ter uma divulgação de grande escala na América do Norte.                                                   |
| Philby, Burgess and Maclean               | Gordon Flemyng                                                                                                 | Reino Unido                        | Drama                               | Anthony Bate, Derek Jacobi, Michael Culver, Bernard Archard, Barrie Cookson, Oliver Ford Davies                  | No final da década de 40, a Inteligência Britânica suspeita ter sido infiltrada por espiões soviéticos. Baseado em fatos reais                        |
| Los Placeres Ocultos                      | Eloy de la Iglesia                                                                                             | Espanha                            | Drama                               | Simón Andreu, Tony Fuentes, Charo López, Beatriz Rossat, Antonio Corencia, Germán Cobos                          | trad. Os Prazeres Ocultos Um banqueiro de meia-idade não assumido se apaixona por um jovem. Primeiro filme espanhol a ter um personagem principal gay |
| Le Portrait de Dorian Gray                | Pierre Boutron                                                                                                 | França                             | Fantasia, Drama                     | Raymond Gérôme, Patrice Alexsandre, Marie-Hélène Breillat, Denis Manuel, Sacha Briquet, Hélène Vallier           | Adaptação do romance O Retrato de Dorian Gray de Oscar Wilde                                                                                          |
| Pourquoi pas!                             | Coline Serreau                                                                                                 | França                             | Comédia, Drama, Romance             | Sami Frey, Christine Murillo, Mario Gonzales, Nicole Jamet, Michel Aumont, Mathé Souverbie                       | trad. Porque Não? Segue um trio poliamoroso |
| Prey                                      | Norman J. Warren                                                                                               | Reino Unido                        | Terror, Mistério, Ficção Científica | Barry Stokes, Sally Faulkner, Glory Annen                                                                        | Um alien que muda de forma infiltra a casa de um casal de lésbicas                                                                                    |
| Quel Pomeriggio Maledetto                 | Mario Siciliano                                                                                                | Itália                             | Crime, Ação                         | Lee Van Cleef, John Ireland, Carmen G. Cervera, Alberto Dell'Acqua, Karin Well, Fernando Sancho                  | Um assassino de aluguel é solto da cadeia com a condição de que continue a trabalhar para uma organização                                             |
| Rainer Werner Fassbinder, 1977            | Florian Hopf, Maximiliane Mainka                                                                               | Alemanha Ocidental                 | Curta, Documentário                 | Dirk Bogarde, Rainer Werner Fassbinder, Andrea Ferreol, Florian Hopf                                             | Fassbinder lembra de vários estágios de sua carreira                                                                                                  |
| Reipu 25-ji: Bôkan (レイプ２５時暴姦)     | Yasuharu Hasebe                                                                                                | Japão                              | Erótico                             | Yuri Yamashina, Yudai Ishiyama, Sueto Tsukada, Akira Takahashi, Yoshihiko Tabata, Natsuko Yashiro                | [ 38 ] |
| The Rubber Gun                            | Allan Moyle | Canadá                             | Drama                               | Stephen Lack, Allan Moyle, Pierre Robert, Peter Brawley, Pam Holmes                                              | [ 39 ] |
| A Safe Place                              | Amos Guttman                                                                                                   | Israel                             | Curta                               | Doron Nesher, Danni Lachman                                                                                      | Um adolescente reavalia sua sexualidade |
| Le sexe des anges                         | Lionel Soukaz                                                                                                  | França                             | Curta                               | Alain, Pierre Benz, Michel Cyprien, Olivier Desbordes, Didou, Dominique, François Duprat, François Fries         | Mostra a vida de adolescentes gays na década de 70 |
| Short Eyes                                | Robert M. Young                                                                                                | EUA                                | Drama                               | Bruce Davison, José Pérez, Nathan George, Don Blakely, Tony DiBenedetto, Luis Guzmán                             | [ 42 ] |
| A Superstition                            | David Cunliffe                                                                                                 | Reino Unido                        | Drama                               | Anthony Andrews, Hugh Burden, John Nolan, John Stratton                                                          | O descanso de um homem mais velho e seu jovem amante é perturbado pela chegada de um estranho                                                         |
| Tabu                                      | Vilgot Sjöman                                                                                                  | Suécia                             | Drama                               | Kjell Bergqvist, Lickå Sjöman, Halvar Björk, Gunnar Björnstrand, Viveca Lindfors, Heinz Hopf                     | Investiga várias identidades e práticas sexuais |
| Terraces                                  | Lila Garrett                                                                                                   | EUA                                | Drama                               | Lloyd Bochner, Jane Dulo, Arny Freeman, Eliza Roberts, Bill Gerber, Julie Newmar                                 | Segue as celebrações e crises de vizinhos que dividem um terraço em um prédio                                                                         |
| El transexual                             | José Jara | Espanha                            | Drama                               | Ágata Lys, Paul Naschy, José Nieto, Sandra Alberti, Eva Robin, Vicente Parra                                     | [ 46 ] |
| Unsichtbare Gegner                        | Valie Export                                                                                                   | Áustria                            | Drama                               | Susanne Widl, Peter Weibel, Josef Plavec, Monica Helfer-Friedrich, Helke Sander, Dominick Dusek                  | Uma artista esquizofrênica pensa que aliens estão prestes a invadir a Terra                                                                           |
| Valentino                                 | Ken Russell | Reino Unido                        | Biográfico                          | Rudolf Nureyev, Leslie Caron, Michelle Phillips, Carol Kane, Felicity Kendal, Seymour Cassel                     | Sobre o ator Rudolph Valentino |
| Word Is Out: Stories of Some of Our Lives | Mariposa Film Group (Peter Adair, Nancy Adair, Andrew Brown, Rob Epstein, Lucy Massie Phenix, Veronica Selver) | EUA                                | Documentário                        | Elsa Gidlow, Sally Gearhart, John Burnside, Harry Hay, Nathaniel Dorsky                                          | Entrevista 26 gays e lésbicas, que descrevem sua saída do armário                                                                                     |
| Young Lesbians                            | Bruce MacDonald                                                                                                | Reino Unido                        | Curta                               | Janet Street-Porter                                                                                              | [ 50 ] |